# محافظه‌کاری
محافظه‌کاری یک گرایش عمدتاً سیاسی است که خواهان تثبیت وضعیت موجود اجتماعی براساس حفظ ارزش‌ها و سنت‌هاست که عموماً با مقاومت و بدبینی در برابر هرگونه نوجویی در فرایندهای اجتماعی همراه است.
این واژه برای جهان‌بینی‌های سیاسی، اجتماعی و مذهبی بکار میرود که هدف اصلی آن نگهداری جامعه و ارزش‌های موجود است.
برابر مفهوم محافظه‌کاری در زبان‌های اروپایی از واژهٔ لاتین «conservare» گرفته شده و معنای آن حفظ و نگهداری است.
این مسلک به صورت عمده‌ای در تضاد با مسلک‌های رادیکال تعریف می‌شود. محافظه کاری بر قداست سنت‌ها، مالکیت، خانواده، مذهب، دولت و دیگر نهادهای جا افتاده و قدیمی تأکید می‌گذارد.

## ویژگی‌ها
بنا بر موجودیت اندیشه‌های محافظه‌کاری لیبرال (آزادمنش)، ملی لیبرال و مسیحی لیبرال ارائهٔ دقیق تعریف محافظه‌کاری دشوار است. اکثراً محافظه‌کاری دارای دو گرایش عمده است: محافظه‌کاری در برابر ارزش‌ها، محافظه‌کاری در برابر ساختارها.
محافظه‌کاری بیشتر متکی بر آداب و رسوم، مذهب و اقتدار است. ازاین‌رو در ایالات متحدهٔ آمریکا و کشورهای دیگر واژهٔ محافظه‌کاری‌نو رایج شده است.
در اروپای کنونی نیز گرایش به سمت برگشت به «ارزش‌های کهنه»، مانند کوشش و تلاش، اطاعت و میهن‌پرستی در مباحثات اجتماعی و در زمینه‌های فرهنگ و سیاست دیده می‌شود.

## تفاوت‌های ملی
محافظه‌کاری شیوهٔ سیاسی دارای بنیاد فلسفی معینی نیست بلکه در دوره‌های معین تاریخ گوناگون بوده است.
محافظه‌کاری سدهٔ ۱۹ دارای اندیشه‌های متفاوت از محافظه‌کاری سدهٔ ۲۱ بود. محافظه‌کاری در آمریکا از ارزش‌هایی نمایندگی می‌کند که آن را با محافظه کاری اروپا متفاوت می‌سازد.

## حزب محافظه‌کار بریتانیا
حزب محافظه‌کار بریتانیا در ابتدا حزبی بود که تورییسم (تفکر توری‌ها) را نمایندگی می‌کرد. توری‌ها گروهی از بریتانیایی‌ها بودند که در جنگ‌های سه پادشاهی از سلطنت دودمان استوارت حمایت می‌کردند. این لقب، به تدریج تبدیل به عنوانی کلی برای اشاره به محافظه‌کاران شد؛ و اصطلاحات نوظهوری مانند توری آبی، توری صورتی، یا توری قرمز از آن به وجود آمدند.

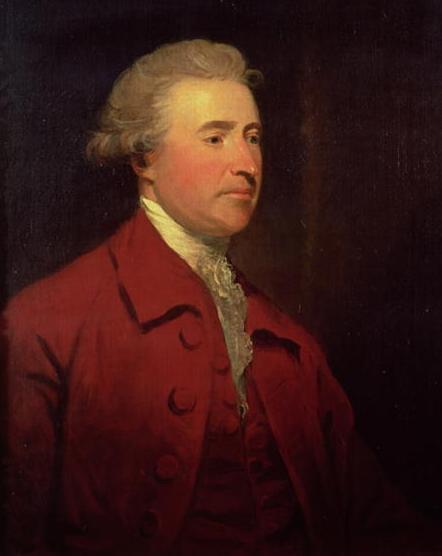
ادموند برک، که متدوالاً پدر محافظه‌کاری مدرن شناخته می‌شود

عنوان محافظه‌کاری به مثابهٔ یک دکترین سیاسی-اجتماعی، احتمالاً نخستین بار توسط حزب توری بریتانیا (که به حزب محافظه‌کار بریتانیا تغییر نام داد) به کار بسته شده است. ادموند برک که غالباً به عنوان بنیان‌گذار محافظه‌کاری شناخته می‌شود هم یکی از نمایندگان پارلمان بریتانیا، عضو همین حزب بوده است. 
ادموند برک در سال ۱۹۷۰ کتابی با عنوان تأملاتی بر انقلاب فرانسه منتشر ساخت که اقدام به انقلاب و خشونت را به عنوان یک مسیر برای تغییر شرایط، مذموم می‌شناخت، به شدت مورد انتقاد قرار می‌داد و همچنین ترس خود را از سرایت روحیهٔ انقلابی فرانسوی‌ها به بریتانیا ابراز کرد. هرچند در این کتاب به طور مستقیم از لفظ محافظه‌کاری استفاده نشده است، اما به عنوان یکی از اصلی‌ترین منابع الهام و آغاز جنبش‌های محافظه‌کاری و ضدانقلابی به شمار می‌رود.
برک، علی‌رغم ضدیت با انقلابی‌گری و انقلاب فرانسه، از حامیان بزرگ اصلاحات دموکراتیک و آزادی‌گرایانه در بریتانیا بود. فریدریش فون هایک در مقالهٔ فردگرایی درست و نادرست از ادموند برک به عنوان یک فردگرای حقیقی تمجید می‌کند.

## محافظه‌کاری در آمریکا
نومحافظه‌کاری آمریکایی

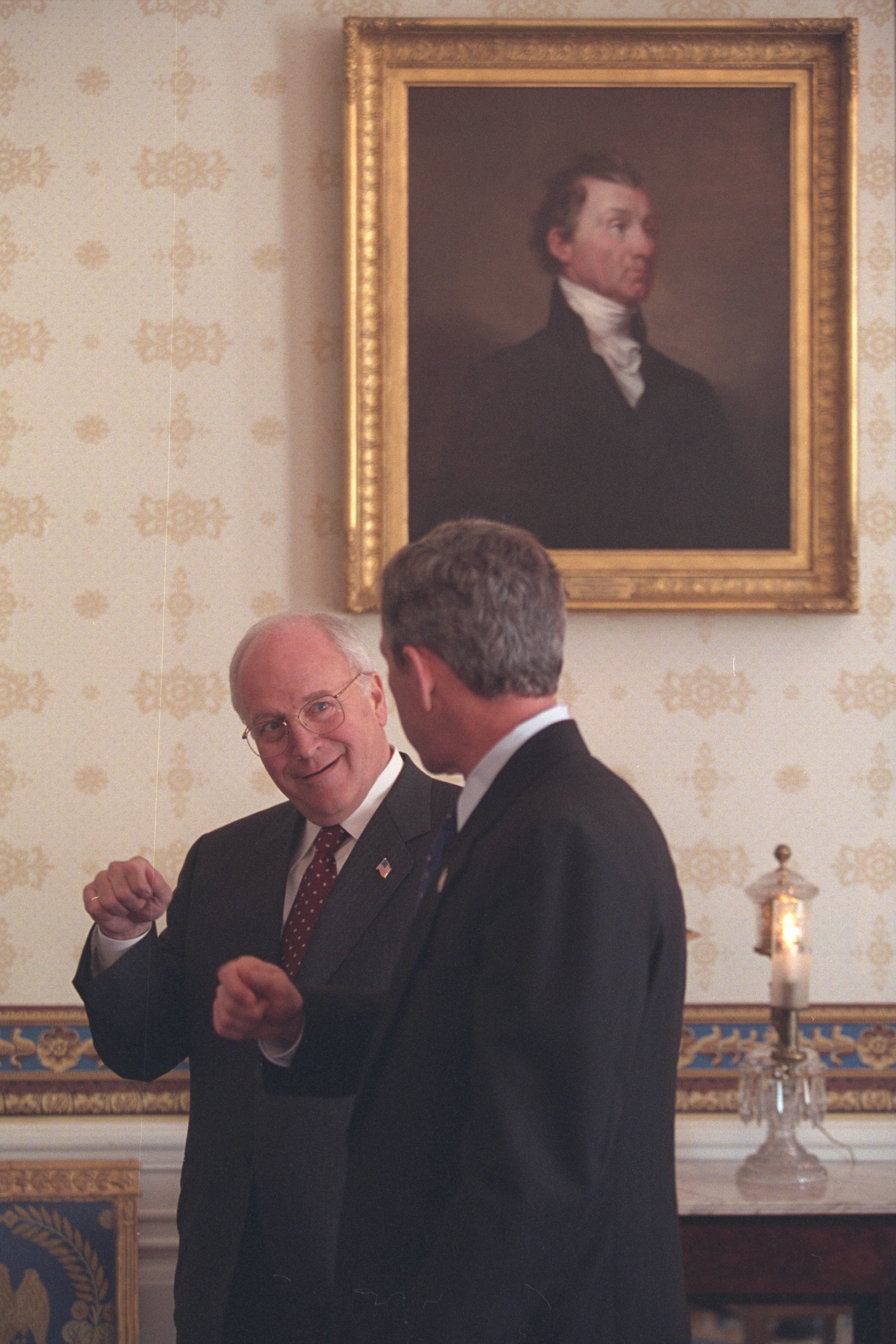
دیک چنی و جورج دابلیو. بوش، که مقاماتی تحت‌تأثیر نومحافظه‌کاری به شمار آورده می‌شوند

پس از اینکه سناتور بری گلدواتر به عنوان نامزد حزب جمهوری‌خواه آمریکا در انتخابات ریاست‌جمهوری ۱۹۶۴ معرفی شد، محافظه‌کاری در سیاست آمریکا شور تازه‌ای گرفت. محافظه‌کاران آمریکایی خود را در ضدیت با جنبش ترقی‌خواه آمریکایی، نیو دیل (معاملهٔ جدید) و سیاست‌های رفاهی و برابری‌خواهانهٔ لیندون بی. جانسون (قانون حقوق مدنی) تعریف می‌کردند. در ادامه، با پیوستن دموکرات‌هایی که از سیاست‌های خارجی حزب خود رنجور بودند به جنبش محافظه‌کاری، جنبش نومحافظه‌کاری در آمریکا شکل گرفت. رونالد ریگان، رئیس‌جمهور نومحافظه‌کار آمریکایی در دههٔ ۱۹۸۰ هم از آن دسته دموکرات‌های سابقی بود که با بری گلدواتر به جنبش محافظه‌کاری علاقه‌مند شد و نهایتاً ریاست‌جمهوری خود را هم در عضویت حزب جمهوری‌خواه به دست آورد.
نومحافظه‌کاری به طور معمول همراه با ارزش‌هایی چون سرمایه‌داری ضدکمونیسم، مداخله‌گرایی نظامی گسترده، و گسترش بین‌المللی دموکراسی شناخته می‌شود. 
سیاست‌مداران نومحافظه‌کار در کابینه‌های مختلف آمریکا از جمله بوش پدر، کلینتون، بوش پسر، اوباما، ترامپ و بایدن نفوذ و تأثیرگذاری خود را حفظ کرده‌اند.
پس از پیروزی دونالد ترامپ به مارکو روبیو در انتخابات مقدماتی حزب جمهوری‌خواه در سال ۲۰۱۶ و همچنین پیروزی مجدد او به نیکی هیلی در سال ۲۰۲۴، تسلط نومحافظه‌کاران بر حزب به شدت تهدید شد و برخی از وابستگان قدیمی این جنبش، مانند میت رامنی و جان بولتون از حمایت از ترامپ سر باز زدند. همچنین دیک چنی در انتخابات ۲۰۲۴ به کامالا هریس رأی داد که اقدام واکنش‌برانگیزی بود.
کنفرانس کنش سیاسی محافظه‌کار
کنفرانس کنش سیاسی محافظه‌کار (به اختصار: CPAC) یک کنفرانس سیاسی است که به طور سالانه توسط اتحادیهٔ محافظه‌کاران آمریکا و با حضور فعالان و سیاست‌مداران محافظه‌کار آمریکایی برگزار می‌شود. این کنفرانس، اولین بار در سال ۱۹۷۴ و با حضور رونالد ریگان برگزار شد.

مواضع سخنرانان این کنفرانس در گذر زمان با تغییر شرایط سیاسی تغییر کرده است؛ برای مثال در مراسم سال ۱۹۹۹ جرج هربرت واکر بوش در نقد انزواگرایی و حمایت‌گرایی می‌گفت:
این‌ها شعارشان است: آمریکا به خانه برگرد (شعاری که اولین بار ضد جنگ ویتنام استفاده شد)، اول آمریکا (شعاری که نخستین بار ضد ورود آمریکا به جنگ جهانی اول استفاده شد). این خودخواهانه است، این پَست‌تر از تاریخ کشور عزیز ماست؛ و این مرا نگران می‌کند که ائتلافی از دو طیف چپ و راست حامی این شعارهاست. من به سادگی فکر می‌کنم که این دیدگاه‌ها غلط‌اند.
اما در مراسم سال ۲۰۲۳ دونالد ترامپ بر خلاف موضع جورج هربرت واکر بوش ظاهر شد:
و همانطور که در چهار سال بی‌نظیر [دورهٔ قبلی ریاست‌جمهوری‌ام] انجام دادم، اول آمریکا را در هر زمان و در هر روز مدنظر قرار می‌دهم.

## انقلاب محافظه‌کار آلمان
انقلاب محافظه‌کار آلمان، جنبش فکری‌ای در جمهوری وایمار آلمان بود که روشنفکران راست‌گرایی مانند ارنست یونگر و کارل اشمیت، با رد جفت لیبرالیسم و سوسیالیسم، خواستار احیای ملی‌گرایی، سنت‌گرایی و اقتدارگرایی علیه دموکراسی جمهوری بودند. نازیسم شدیداً از این جنبش انرژی و تأثیر گرفت. این عنوان طبق منطق محافظه‌کاران برکی درون‌متناقض است.

## آنارشیسم محافظه‌کار
آنارشیسم محافظه‌کار یک فلسفه سیاسی است که اصول محافظه‌کاری مانند سنت، نظم و سلسله‌مراتب فرهنگی را با ایده‌های دولت‌ستیزانهٔ آنارشیسم درهم می‌آمیزد.
این مکتب بر خودسازمان‌دهی و نهادهای داوطلبانه به جای دولت مرکزی برای حفظ ارزش‌های سنتی و نظم اجتماعی تأکید دارد. آنارشیست‌های محافظه‌کار معتقدند که دولت اغلب آزادی‌ها و سنت‌ها را تهدید می‌کند و به جای آن، از جوامع محلی، خانواده و نهادهای مدنی به عنوان پایه‌های اصلی جامعه پشتیبانی می‌کنند. این دیدگاه با تمرکز بر آزادی فردی و مسئولیت شخصی، ضمن حفظ ساختارهای اجتماعی موجود، از دیگر اشکال آنارشیسم که ممکن است برابری‌طلبی یا تغییرات انقلابی را ترویج دهند، متمایز می‌شود.
مایکل مالیک که یک آنارشیست محافظه‌کار آمریکایی است می‌گوید: «محافظه‌کاری، ترقی‌خواهی‌ای‌ست که با سرعت مجاز براند.»